# Joanna Southcott

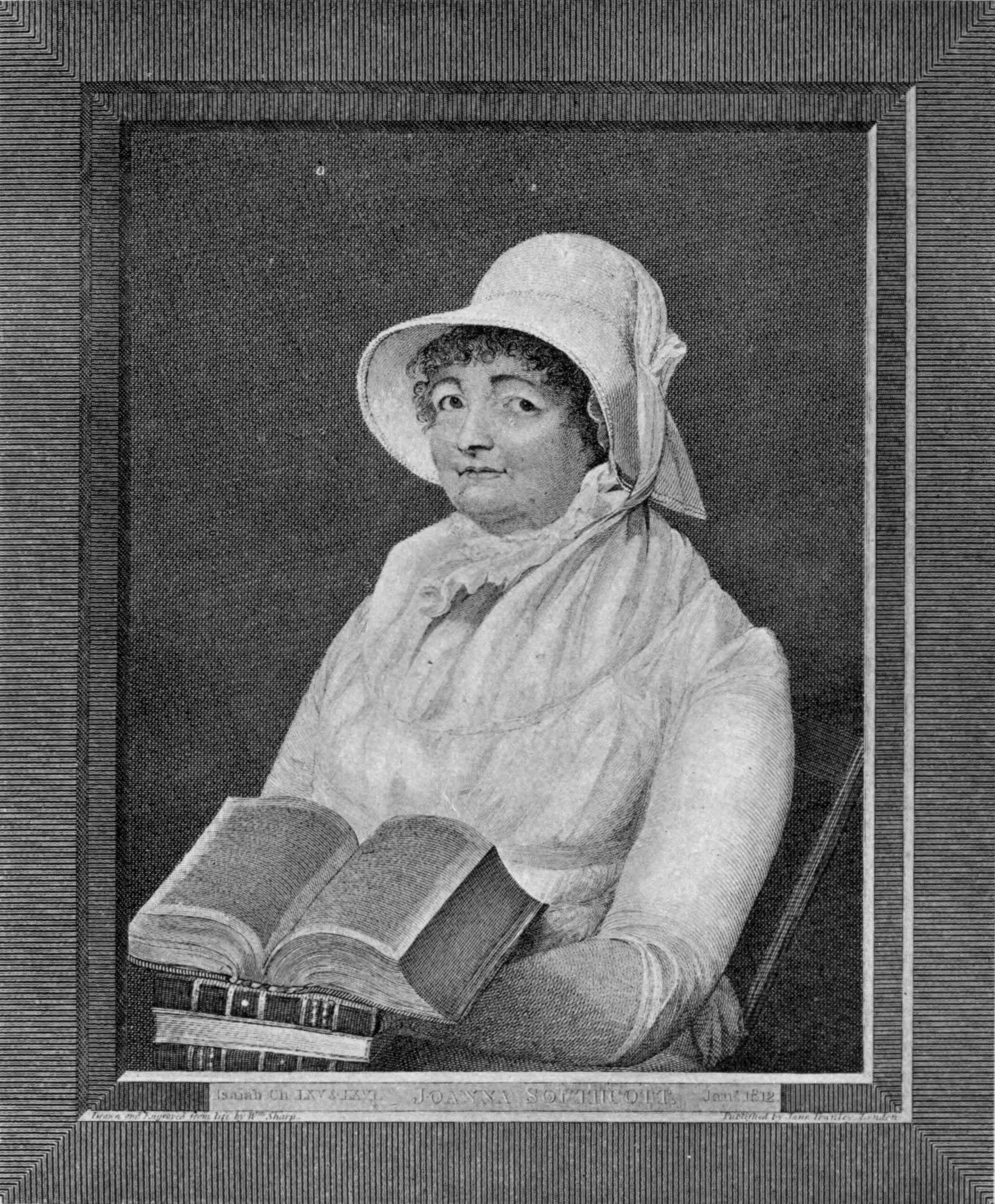
Joanna Southcott

Joanna Southcott (auch Southcote) (* 25. April 1750 in Gittisham, Devon; † 27. Dezember 1814 in London) war eine englische Schwärmerin, die einige Zeit in London die öffentliche Aufmerksamkeit auf sich zog.

## Leben
Ihre Eltern waren William und Hannah Southcott. 
Der Großteil ihres Lebens entsprach den Konventionen ihrer Zeit. Sie war eine gläubige Hausfrau und arbeitete als Haushälterin bei reichen Familien der Region. Während dieser ersten 40 Jahre hatte wohl ein charismatischer Priester einigen Einfluss auf sie. Um 1792 begann sie Prophezeiungen über die Zukunft, meistens zum Wetter und zur Französischen Revolution, zu erstellen. Einige davon bewahrheiteten sich. 1801 gab sie sich für das in der Johannes-Offenbarung (12,1 ) erwähnte „Sonnenweib“ aus und betrieb nebenbei einen gewinnreichen Handel mit Siegeln, welche die Kraft haben sollten, die ewige Seligkeit zu verleihen. Für 1814 prophezeite sie den Weltuntergang. Schon über 60 Jahre alt, behauptete sie 1814, mit Shiloh, dem wahren Messias, schwanger zu sein. Zu diesem Zeitpunkt hatte sich eine größere Zahl von Anhängern, auch der besitzenden Schichten, um sie versammelt. Deren Spenden ermöglichten ihr ein gutes Auskommen. Die wohl vorgetäuschte Schwangerschaft fand bei Tausenden Glauben, der selbst dadurch nicht bei allen Anhängern (Neuisraeliten, Sabbatianer) erschüttert wurde, als sie starb, ohne überhaupt schwanger gewesen zu sein.
Ihr Kult, etwa 100.000 bis 140.000 Personen, überlebte sie um einige Jahrzehnte. Ihre Anhänger glaubten, dass Joanna 1874 wiedergeboren würde, und warteten auf ihre Reinkarnation sowie die angekündigte Geburt des Messias. 1817 kam es in London zu Tumulten, als Tausende ihrer Anhänger in weißen Gewändern durch die Straßen rannten und religiöse Parolen riefen. Um 1900 galt der Kult aber als ausgestorben.

## Werke (Auswahl)
- Joanna Southcott: A dispute between the woman and the powers of darkness; 1802; Faksimilie: New York, Woodstock: Poole, 1995; ISBN 1854771949